# Pavel Beltiukov
Pavel Beltiukov (tiếng Nga: Павел Бельтюков), còn được gọi là Pavel Beltukov, hoặc đơn giản là Pavel, là vận động viên thể thao điện tử chuyên nghiệp xếp thứ 2 trong bảng xếp hạng giải đấu của Hearthstone tính đến tháng 5 năm 2018.
Beltiukov bắt đầu sự nghiệp với Hearthstone vào năm 2015. Năm 2016, Beltiukov vô địch giải đấu BlizzCon Hearthstone - kiếm về 250.000 đô la và giành danh hiệu Nhà vô địch thế giới Hearthstone. Sau đó, Beltiukov tiếp tục giành chiến thắng trong sự kiện đầu tiên của Giải vô địch Hearthstone năm 2017 - khi anh đánh bại James "Greensheep" Luo.
Tính đến năm 2017, Beltiukov là người chơi Hearthstone có thu nhập cao nhất - với số tiền thắng giải lên tới hơn 275.000 đô la.